# Marcus Granius Marcellus
Marcus Granius Marcellus war ein Mitglied des römischen Geschlechts der Granii und 14/15 n. Chr. Prokonsul von Bithynien. 15 n. Chr. sah er sich einer Anklage wegen angeblicher Majestätsbeleidigung und Erpressungen ausgesetzt.

## Leben
Der vollständige Name des Marcus Granius Marcellus ist nur auf einer Münze und einem Ziegelstempel überliefert. Von seiner Laufbahn ist nur bekannt, dass er laut dem Zeugnis einer Münze und der etwas ungenauen Titulierung des Tacitus 14/15 n. Chr. Prokonsul der römischen Provinz Bithynien war. Ihm gehörten Ziegeleien im Distrikt der in Umbrien gelegenen Stadt Tifernum Tiberinum (heute Città di Castello).
Genauere Informationen aus dem Leben des Granius Marcellus liegen nur durch den Bericht des Tacitus über die Anklage vor, die 15 n. Chr. – also in der Anfangszeit des Prinzipats des Tiberius – gegen Granius erhoben wurde und die nur eine unter zahlreichen weiteren während der Regierungszeit dieses Kaisers war. Als Ankläger trat in erster Linie Granius’ Quästor Aulus Caepio Crispinus auf. Crispinus wird von Tacitus äußerst negativ als ein ursprünglich ärmlicher und unbedeutender Mann charakterisiert, der sich durch Schmeichelei und heimliche Informationen in die Gunst des Tiberius einzuschleichen verstanden habe, zu Reichtum gelangt sei und auf den Sturz der vorzüglichsten Personen hingearbeitet habe. Er warf seinem ehemaligen Vorgesetzten Granius vor, respektlose Bemerkungen über den Kaiser gemacht und gerade dessen negativsten Charaktereigenschaften kritisiert zu haben. Da diese Kritikpunkte alle wahr gewesen seien, wäre allgemein geglaubt worden, dass Granius sie tatsächlich geäußert habe. Romanus Hispo, der Crispinus’ Klage unterstützte, erweiterte die Beschuldigungen dahingehend, dass Granius sein Bildnis höher als die Bildnisse der Caesaren gestellt und die Büste des Tiberius auf eine Statue gesetzt habe, nachdem er dieser den Kopf des Augustus abgeschlagen hätte. Die letzteren Anklagepunkte, nach denen Granius auch die geheiligte Person des Augustus verletzt hätte, machten den sich bis dahin wie gewohnt ruhig verhaltenden Tiberius so zornig, dass er nun öffentlich eidlich mitstimmen wollte, um den anderen Stimmberechtigten das gleiche Votum aufzuzwingen. Nach einem Einwand des Gnaeus Piso soll der Kaiser über seinen Ausbruch so beschämt gewesen sein, dass er den Angeklagten vom Vergehen der Majestätsbeleidigung freizusprechen gestattete. Jedoch bestand gegen Granius auch die Anklage, dass er angeblich in seiner ehemaligen Provinz Erpressungen verübt habe; dieser Prozess wurde nun von den zuständigen Richtern (recuperatores) geführt.
Ein Sohn von Marcus Granius Marcellus war vermutlich Granius Marcianus, der 35 n. Chr. ebenfalls unter Tiberius wegen maiestas angeklagt wurde und Selbstmord verübte.